# Кулаково (Кемеровская область)
Кулаково — деревня в Яшкинском районе Кемеровской области, входит в Ленинское сельское поселение. Расположена на правом берегу Томи, у места впадения реки Оськина, в 16 км к северу от райцентра Юрга, высота над уровнем моря — 144 м. Ближайшие сёла: Саломатово в 4,5 км на север и Мохово — в 6 км на юг. В селе 2 улицы и 2 переулка:
- ул. Береговая
- ул. Животноводов
- пер. Майский
- пер. Старый